# Esperimento Saskatoon
Saskatoon era un esperimento per misurare la anisotropie della radiazione cosmica di fondo ad una scala angolare l compresa tra i 60 e i 360. Fu chiamato così dalla città Saskatoon, nel Canada, dove fu installato. Fu operativo tra il 1993 e il 1995.